# Donggang-myeon, Goheung-gun
Donggang-myeon (koreanska: 동강면) är en socken i Sydkorea. Den ligger i kommunen Goheung-gun i provinsen Södra Jeolla i den södra delen av landet, 310 km söder om huvudstaden Seoul.